# Олденбарневелт, Йохан ван
Йохан ван Олденбарневелт (нидерл. Johan van Oldenbarnevelt; 14 сентября 1547[…], Амерсфорт, Семнадцать провинций, Священная Римская империя — 13 мая 1619[…], Гаага) — нидерландский государственный деятель и дипломат, игравший видную роль во время нидерландской буржуазной революции. Обвинен в государственной измене и казнен 13 мая 1619 году в Гааге.

## Жизнеописание
После обучения в различных европейских странах Йохан ван Олденбарневелт в 1572 году стал помощником Вильгельма Оранского. В 1576—1586 гг. он управлял Роттердамом, который под его руководством процветал и богател.

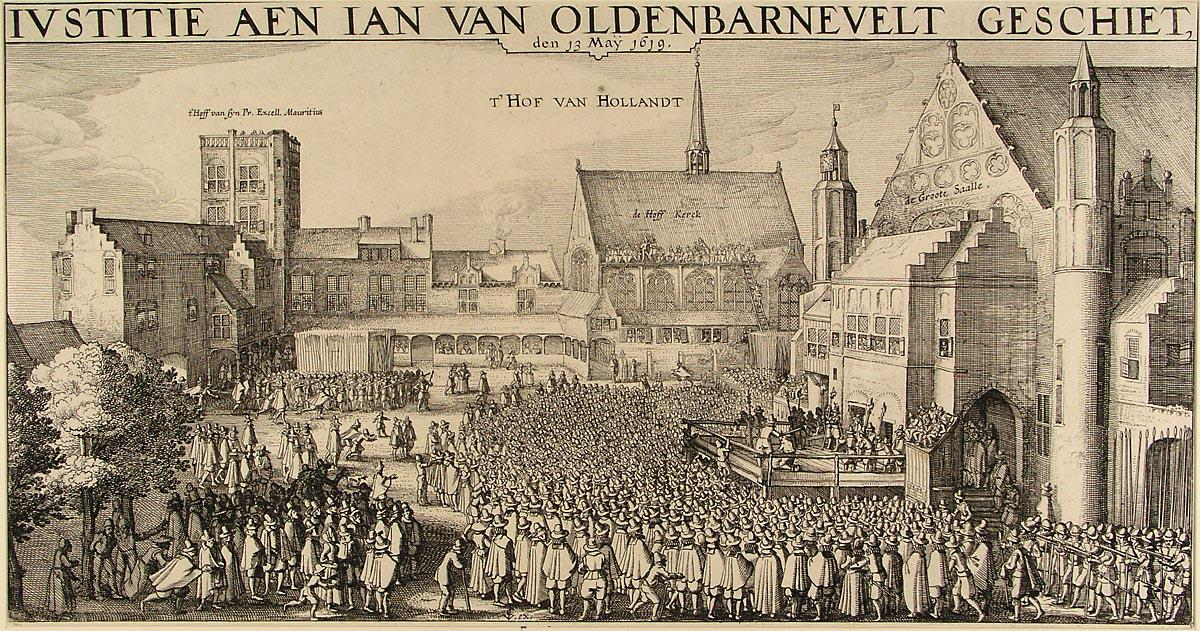

В 1586 году Олденбарневелт занял пост «земельного адвоката» Голландии и Утрехта, став, фактически, первым лицом государства. Выгодная женитьба принесла ему ещё больше богатства и, как следствие, политического влияния. Как политик и дипломат он умело балансировал между интересами Англии, Франции, Испании, немецким князьями и политическими силами внутри республики. Одним из его достижений стало успешное заключение двенадцатилетнего перемирия (1609—1621) с испанскими Нидерландами.
Конфликт с Морицем Оранским и его советником Франсуа ван Аерссеном, а также религиозная принадлежность Йохана к ремонстрантам привели к его аресту и обезглавливанию в 1619 году.